# تپه دوآوان ۳
تپه دوآوان ۳ در شهرستان چرداول، مسیرجاده سرآبله به موشکان واقع شده و این اثر در تاریخ ۹ اردیبهشت ۱۳۸۲ با شمارهٔ ثبت ۸۴۸۶ به‌عنوان یکی از آثار ملی ایران به ثبت رسیده است.